# Gunther De Vogelaer
Gunther De Vogelaer (* 31. Dezember 1977 in Sint-Niklaas) ist ein belgischer Niederlandist.

## Leben
Von 1995 bis 1999 studierte er Taal- en Letterkunde: Germaanse Talen (Niederländisch-Englisch) an der Universiteit Gent. Seit 2011 ist er Professor für Niederländische Sprachwissenschaft an der Universität Münster.
Seine Forschungsschwerpunkte sind Morphologie und Syntax des Niederländischen (Schwerpunkte: Kongruenz, Pronomina, nominales und pronominales Genus), Sprachwandeltheorie (insbes. Grammatikalisierung), Spracherwerb (Erwerb sprachlicher Variation, Erwerb der kommunikativen Kompetenz) und Dialektologie (insbes. Dialektgeographie, Wahrnemungsdialektologie).

## Schriften (Auswahl)
- De Nederlandse en Friese subjectmarkeerders. Geografie, typologie en diachronie. Gent 2008, ISBN 978-90-72474-74-2.
- mit Guido Seiler (Hg.): The dialect laboratory. Dialects as a testing ground for theories of language change. Amsterdam 2012, ISBN 978-90-272-0595-7.
- mit Matthias Katerbow (Hg.): TAcquiring sociolinguistic variation. Amsterdam 2017, ISBN 978-90-272-3387-5.